# 阜濛农场
阜濛农场，是中国安徽省阜阳市阜南县下辖的一个乡镇级行政单位。

## 行政区划
阜濛农场共辖以下地区：
和谐生活区、平安生活区。